# 萊昂蒂亞
萊昂蒂亞 （羅馬化：Leontía；？—约610年）是一位東羅馬帝國皇后，是帝國皇帝福卡斯的妻子。

## 皇后

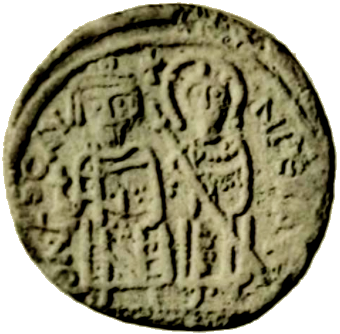
萊昂蒂亞（右）出現在她丈夫福卡斯（左）在位期間鑄造的硬幣上

莫里斯于582年至602年统治東羅馬帝國。当他下令东罗马軍隊在多瑙河北岸度过602/603年的冬天时，精疲力竭的士兵反叛了他们的皇帝。福卡斯在叛军向君士坦丁堡进军的过程中成为了他们的领袖。莫里斯还面临着首都全城的骚乱，并在福卡斯率军抵达之前逃离了这座城市。
《复活节编年史》按时间顺序记述了福卡斯和莱昂蒂亞登基的经过。602年11月23日，福卡斯在都城君士坦丁堡外被他的军队加冕为皇帝。11月25日，福卡斯进入君士坦丁堡，被民众拥戴为皇帝。他宣布举行战车比赛以庆祝他的登基，并派人护送莱昂蒂亞进城，成为新皇后。当时，他们已经结婚一段时间了。
根据宣信者狄奧法內斯的编年史，莱昂蒂亞于11月27日正式加冕为奥古斯塔。根据塞奥菲拉克特·西莫卡塔的史料，新皇帝夫妇按照惯例率领游行队伍穿过城市。这一庆典活动再次引发了两大战车俱乐部——蓝黨和绿黨——之间的冲突。蓝黨质疑新皇帝的合法性，并提醒他莫里斯还活着。福卡斯对此作出回应，下令处决莫里斯及其儿子，并在当天结束前执行。
暴君（福卡斯）也有一位妻子，名叫莱昂蒂娅；他为她戴上了一顶皇冠。由于皇帝也习惯于以游行的方式宣布自己的配偶，暴君公开尊重这一习俗，决定带领皇后莱昂蒂亞凯旋而归。当天，两派因席位安排发生冲突：绿黨想在所谓的“安普利翁”（Ampelion，这是皇帝住所的前院）驻扎，并按照惯例为皇后献上掌声，但蓝黨反对，认为这违反习俗，不合礼仪。因此，由于骚乱加剧，暴君派亚历山大前来平息争端。 
莱昂蒂亚和福卡斯唯一已知的孩子是他们的女儿多門西亞。据报道，她以祖母的名字命名。她嫁给了担任宮廷衛隊指挥官的普里斯庫斯。狄奧法內斯将他们的婚事记在607年。安条克的约翰编年史记载，这次庆祝活动引发了福卡斯和他的女婿之间的敌意。战车赛车派系将福卡斯、莱昂蒂亚、多门齐亚和普里斯库斯的画像放置在君士坦丁堡的竞技场中以示庆祝。按照传统，这对在位的皇帝夫妇的画像应该放在那里。后两幅画像暗示普里斯库斯是福卡斯的继承人或共治皇帝。福卡斯对这种暗示感到非常愤怒，下令销毁他女儿和女婿的画像。据称，这一事件导致普里斯库斯和福卡斯反目成仇。

## 倒台
610年10月，福卡斯被希拉克略废黜并处死。他的兄弟多門齊奧盧斯和科門齊奧盧斯也被处死。莱昂蒂亞是否也被处死则不得而知。 